# Imadegawa Kinnao
Imadegawa Kinnao (今出川公直, também conhecido como Imadegawa Nyudo e Kikutei dainagon, 1335 - 1396) foi um kuge (nobre da corte japonesa) do  Período Nanboku-chō  e início do  Período Muromachi da história do Japão. Foi filho de Sanetada e irmão do Udaijin Sanenao, além disso foi o terceiro líder do ramo Imadegawa do Clã Fujiwara.

## Histórico
Kinnao serviu os seguintes imperadores: Go-Murakami (1339 - 1343); Chokei (1343 — 1383); Go-Kameyama (1383 - 1392) e Go-Komatsu (1392 - 1396).
Em 1339, Kinnao entra na Corte durante o reinado do Imperador Go-Murakami com a classificação de Jugoi (funcionário da Corte de quinto escalão júnior). Depois é nomeado é nomeado Jijū (moço de câmara), Sakonoeshōshō (Sub-comandante da Ala Esquerda) do Konoefu (Guarda do Palácio), Bingo kai (governador da Província de Bingo), Sakonoechūjō (Comandante da Ala Esquerda) do Konoefu.
Em 1349 durante o reinado do Imperador Chokei foi classificado como jusanmi (funcionário de terceiro escalão júnior), nomeado a Sangi e logo em seguida a Chūnagon. Passou a ser o Kebiishibettō (Chefe de polícia). Em 1359 é promovido a Dainagon, passa a ser Ukonoetaishō (general da ala direita do Konoefu), Chefe do Naikyōbō (Escritório de Entretenimento, também conhecido como Gagaku bureau).
Em 1378 Kinnao foi nomeado Naidaijin. Em 1381 recebe a classificação de Shōichii (primeiro escalão pleno). Em 1394 já no governo do Imperador Go-Komatsu Kinnao foi nomeado Udaijin, ficando no cargo por 1 ano. Kinnao veio a falecer em 1396.
| Precedido por Imadegawa Sanetada | -- 3º Líder dos Imadegawa Fujiwara (1343-1395) | Sucedido por Imadegawa Sanenao   |
| Precedido por Koga Gutsū         | 147º Udaijin (1394-1395)                       | Sucedido por Imadegawa Sanenao   |
| Precedido por Konoe Kanetsugu    | 136º Naidaijin (1378-1381)                     | Sucedido por Ashikaga Yoshimitsu |